# Dos hacia California
Dos hacia California (Back Roads) es una película cómica romántica estadounidense de 1981, dirigida por Martin Ritt y protagonizada por Tommy Lee Jones y Sally Field.

## Argumento
Amy Post (Sally Field) - una muchacha de vida fácil, que vive en la ciudad portuaria de Mobile, Alabama. Una vez que su cliente se convierte en Elmore Pratt (Tommy Lee Jones), un exboxeador. Elmore no puede pagar por un "polilla", ya que recientemente ha sido despedido de su trabajo en un lavadero de autos. Y derrotó a un policía de paisano. Elmore y Amy decide ir a California juntos. Pero ya que ambos tienen problemas con la ley, su camino discurre a lo largo de las carreteras secundarias de América.

## Reparto
| Actor           | Personaje    | Doblaje - México  |
| --------------- | ------------ | ----------------- |
| Sally Field     | Amy Post     | Magdalena Leonel  |
| Tommy Lee Jones | Elmore Pratt | Blas García       |
| David Keith     | Mason        | Roberto Alexander |
| Miriam Colon    | Angel        | Angela Villanueva |